# Харан (пустыня)
Харан (урду خاران‎) — пустыня, расположенная в округе Харан провинции Белуджистан в Пакистане. Состоит из песчаных дюн, дрейфующих по основанию из галечного конгломерата. Дрейфующие дюны достигают высоты 15-30 метров.
Пустыня ограничена отрогами горной системой Эльбурс на севере и краем плато в Белуджистане в 1200 километрах на юго-восток. Средняя высота северной части пустыни 1000 м, на юго-востоке — 250 м. Среднегодовая норма осадков составляет менее 100 мм.
В пустыне Харан 28 мая 1998 года произошло второе ядерное испытание Пакистана.